# نیروهای مسلح جمهوری ازبکستان
نیروهای مسلح جمهوری ازبکستان (ازبکی: Oʻzbekiston Respublikasi Qurolli Kuchlari) مجموعه نیروهای مسلح ازبکستان است، که از نیروی زمینی ازبکستان، نیروی هوایی و پدافند هوایی ازبکستان، مرزبانی ازبکستان و نیروی رودخانه‌ای ازبکستان تشکیل می‌شود.

## تاریخ

### پیش‌تاریخ

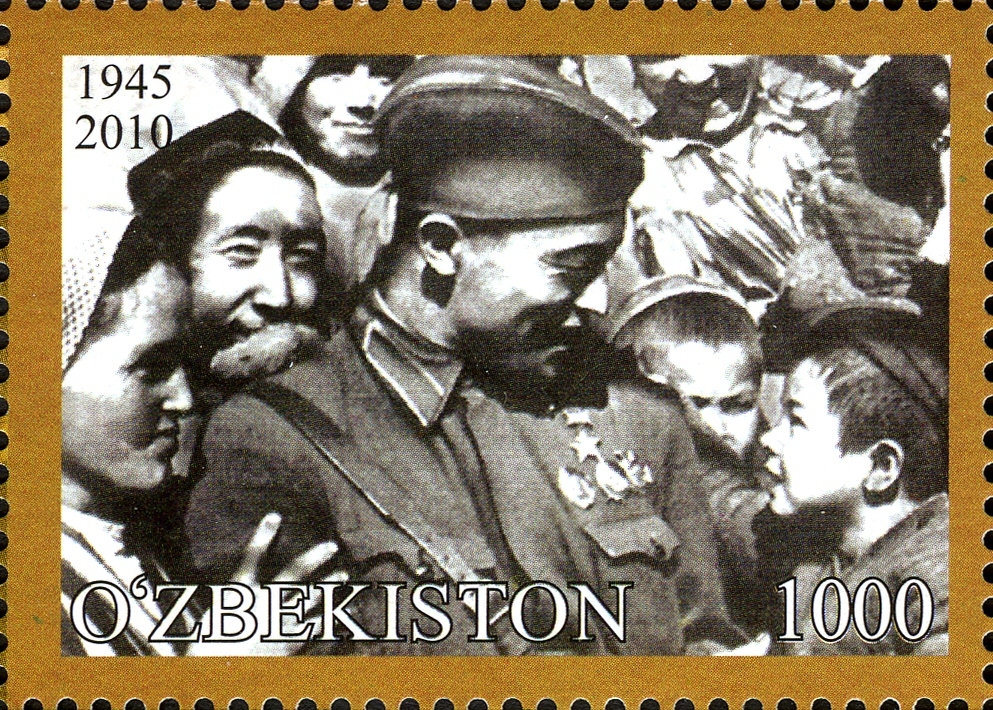
یک سرباز ازبک ارتش سرخ پس از بازگشت از جبهه شرقی، ۱۹۴۵

تاشکند، پایتخت ازبکستان، پیش از این مقر منطقه نظامی ترکستان از اتحاد جماهیر شوروی بود و در ۲۰ فوریه ۱۹۹۲، وزارت دفاع جدید اداره‌هایی را که پیش از این توسط کارکنان مقر منطقه‌ای اشغال شده بود، تحویل گرفت. جمهوری سوسیالیستی شوروی ازبکستان قوی‌ترین حضور نظامی شوروی را در میان دیگر جمهوری‌های آسیای مرکزی داشت. این نیرو کنترل وزارت امور داخلی خود را در دست داشت و وزارت امور داخلی خود را به‌طور مستقل از وزارت امور داخلی اتحاد جماهیر شوروی اداره می‌کرد.

### تأسیس نیروهای مسلح و نهادهای نظامی
در ۲ ژوئیه ۱۹۹۲، بر اساس فرمان ریاست‌جمهوری وزارت دفاع تأسیس شد که جایگزین وزارت امور دفاعی می‌شد. در سال‌های بعد، ازبکستان افسران روسی را با افسران ازبک‌تبار جایگزین کرد و ساختار ارتش را به‌گونه‌ای تغییر داد که بر اهدافی مانند ناآرامی‌های مدنی، قاچاق مواد مخدر و حزب‌التحریر تمرکز داشته باشد. سه آکادمی نظامی شوروی، مدرسه عالی فرماندهی سلاح‌های مشترک تاشکند، مدرسه عالی فرماندهی تانک و مهندسی چیرچیق و مدرسه عالی فرماندهی خودروی نظامی سمرقند، در ازبکستان واقع بودند. این امر باعث شد که دولت افسران ازبک را برای آموزش به روسیه نفرستد. در سال ۱۹۹۴، آن‌ها آکادمی مشترک نیروهای مسلح را تأسیس کردند تا افسرانی از همه شاخه‌ها آموزش دهند. اگرچه زبان ازبکی به‌طور فزاینده‌ای در ارتش مورد استفاده قرار می‌گرفت اما زبان روسی هنوز زبان اصلی در آموزش افسران بود، زیرا اکثر دستورالعمل‌ها به زبان روسی بودند. با این حال امروزه زبان ازبکی در تمامی حوزه‌های سیستم دفاعی استفاده می‌شود زیرا تنها زبان رسمی در ازبکستان است.

### توسعه
در اکتبر ۱۹۹۳، به‌موجب فرمانی، سپاه دوم نیروی متحرک بر اساس دویست و پنجمین لشکر هوابرد گارد وین تشکیل شد و سپاه اول نیز بر اساس سپاه ۵۹ سابق تأسیس گردید. در ژانویه ۱۹۹۴، لشکر صدو هشتم مکانیزه پیاده‌نظام منحل شد و واحدهای نظامی آن به سپاه اول پیوستند. هنگ‌های منحل شده با تیپ‌های پیاده‌نظام مکانیزه، توپخانه کوهستانی، تانک و توپخانه ضدهوایی جایگزین شدند. در آوریل ۱۹۹۴، دفاتر دفاعی در مناطق جمهوری، جمهوری قرقیزستان و شهر تاشکند تأسیس شدند و دفاتر دفاعی در شهرها و نواحی ایجاد گردید.
اصلاحات نظامی پس از انتصاب کادیر گولیاموف به وزارت دفاع، آغاز شد. ساختارهای شوروی‌گونه هنگ‌ها جایگزین شدند و واحد اصلی نبرد شامل ۱۴ سرباز گردید. همچنین، گروه‌های رنجری بر اساس مدل آمریکایی تشکیل شدند.
از زمانی که شوکت میرزایف به قدرت رسید، ارتش در حال بازسازی و مسلح کردن خود با تجهیزات مدرن است.

### فعالیت‌ها و روابط خارجی

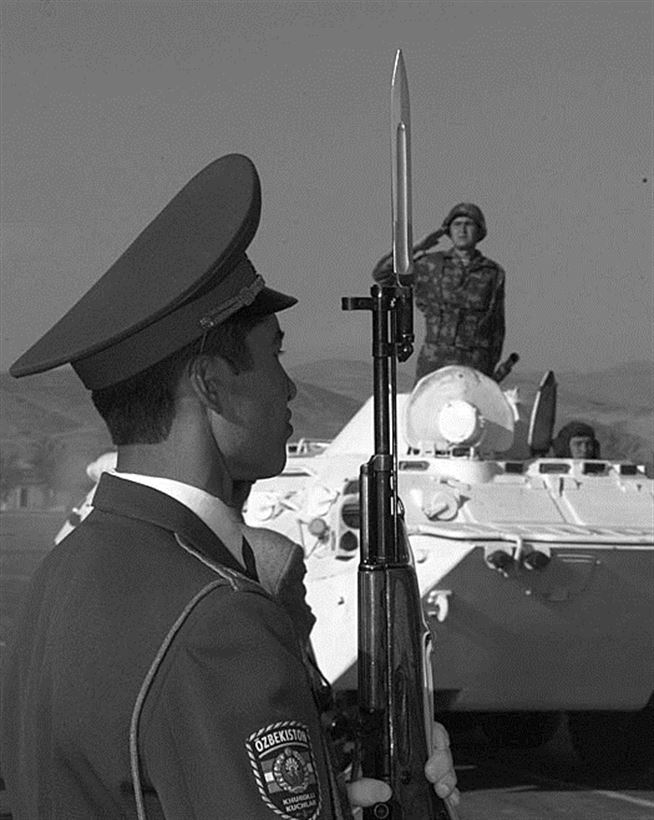
مراسم پایان تمرینات گردان آسیای مرکزی در چیرچیک. به‌طور قابل توجهی، الفبای لاتین ازبک در اینجا مشاهده می‌شود، مانند آنچه در کلمه O'zbekiston دیده می‌شود.

از اوت تا سپتامبر ۱۹۹۷، ازبکستان در تمرینات گردان آسیای مرکزی (CENTRASBAT) در قزاقستان و ازبکستان شرکت کرد که بخشی از یک تمرین مشترک هشت‌کشوری بود که شامل ایالات متحده آمریکا، روسیه و اوکراین نیز می‌شد. پس از حملات ۱۱ سپتامبر ۲۰۰۱، ایالات متحده آمریکا پایگاه هوایی کارشی‌خان‌آباد در جنوب ازبکستان، که با افغانستان مرز داشت، را اجاره کرد. پایگاه آمریکایی در آنجا کمپ استرانگ‌هولد فریدوم نامیده می‌شد، ولی بیشتر توسط پرسنل حاضر در منطقه به پایگاه هوایی کی۲ شناخته می‌شد.
در مه ۲۰۰۵، ارتش در سرکوب ناآرامی‌ها در شهر فرغانه در دره اندیجان که به کشتار اندیجان معروف شد، دخالت داشت. در پی این اتفاق، اتحادیه اروپا فروش تسلیحات را ممنوع کرد و تحریم ویزا به مدت یک سال را برای ۱۲ مقام ارشد از جمله رئیس امنیت و وزرای داخلی و دفاع اعمال کرد و آنها را مسئول کشتارها دانست.
پس از این حادثه، رئیس‌جمهور کاریموف چندین مقام ارشد نظامی را برکنار کرد: وزیر دفاع گولیاموف، رئیس ستاد مشترک نیروهای مسلح اسماعیل ارگاشف و فرمانده ناحیه نظامی شرقی کوسی‌مالی احمدف. برناشف و چرنیخ گفته‌اند که «... گرچه این برکناری‌ها تغییرات عمده‌ای در سیستم اداری ساختارهای امنیتی و نظامی ایجاد نکرد، اما نشان‌دهنده تغییرات جدی در روابط قدرت میان نخبگان منطقه‌ای است که نمایندگان طوایف خود را به نمایش می‌گذارند.»
یک بیانیه مشترک از کشورهای عضو سازمان همکاری شانگهای که در اوایل ژوئیه ۲۰۰۵ در کنفرانسی در آستانه صادر شد، خواستار خروج نیروهای آمریکایی از پایگاه‌های نظامی در آسیای مرکزی شد. در ۲۹ ژوئیه ۲۰۰۵، ازبکستان بر اساس یک بند قانونی از ایالات متحده خواست که ظرف ۱۸۰ روز از کشور خارج شود. در ۲۱ نوامبر ۲۰۰۵، خروج نیروهای آمریکایی از کارشی‌خان‌آباد و سایر پایگاه‌ها تکمیل شد.

اتحادیه اروپا در سال ۲۰۰۹ ممنوعیت فروش تسلیحات را لغو کرد. ازبکستان و روسیه در سال ۲۰۰۵ یک پیمان دفاعی متقابل امضا کردند تا همکاری‌های نظامی خود را تقویت کنند. این موضوع در تضاد شدید با چند سال قبل بود، زمانی که ایالات متحده به نظر می‌رسید دوست خارجی ترجیحی ازبکستان باشد و روابط با روسیه سردتر بود.

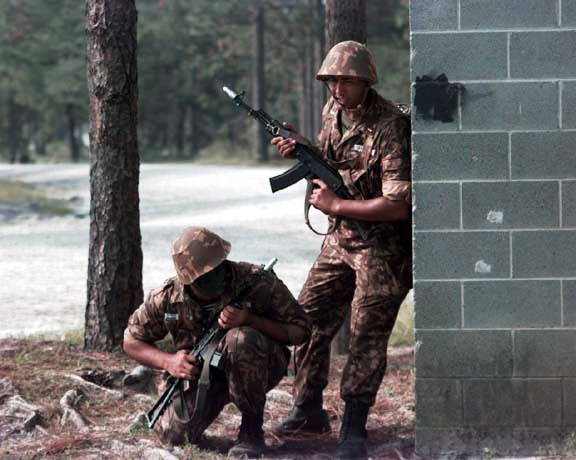
سربازان ازبک در حین تمرین کوپرایتیو اسپرِی

#### کنترل تسلیحات و عدم گسترش سلاح‌های هسته‌ای
دولت ازبکستان به تعهدات کنترل تسلیحات اتحاد جماهیر شوروی سابق پیوست و به پیمان منع گسترش تسلیحات هسته‌ای به عنوان یک کشور غیر هسته‌ای پیوسته است. همچنین از برنامه فعال آژانس کاهش تهدیدات دفاعی وزارت دفاع ایالات متحده در غرب ازبکستان حمایت کرده است.

## نیروهای زمینی
ارتش شامل پنج منطقه نظامی است. در سال ۲۰۰۱، گارنیزون تاشکند به منطقه نظامی تاشکند تبدیل شد. ستادهای مناطق نظامی و مسئولیت آن‌ها به شرح زیر است:
| منطقه                      | محل ستاد    | یادداشت‌ها                                                |
| -------------------------- | ----------- | -------------------------------------------------------- |
| ناحیه نظامی شمال غربی      | ستاد نکوس   | کاراکالپاکستان، استان خوارزم                             |
| منطقه ویژه نظامی جنوب غربی | ستاد کارشی  | استان قشقدریا، استان سَرْخَندَریا، استان بخارا، استان ناوایی |
| ناحیه نظامی مرکزی          | ستاد جیزاک  | استان جیزاک، استان سمرقند، استان سِرْدَرْیا                  |
| منطقه نظامی شرق            | ستاد فرغانه | استان فرغانه، استان اندیجان، استان نامانگان              |
| منطقه نظامی تاشکند         | ستاد تاشکند | استان تاشکند                                             |

## نیروی هوایی
نیروی هوایی ازبکستان از واحدهایی تشکیل شده است که پیش‌تر بخشی از ارتش هوایی ۴۹ ارتش هوایی منطقه نظامی ترکستان مستقر در تاشکند بودند. دو واحد رزمی باقی‌مانده، شامل هنگ‌هایی در کارشی‌خان‌آباد و دژیزاک هستند.

شصتمین هنگ جداگانه، هنگ بمب‌افکن ۷۳۵ و هنگ شناسایی هوایی هشتاد و هفتم جداگانه پیشین را در خود ادغام کرده است. این هنگ شامل ۳۱ فروند سو-۲۴، ۳۲ فروند میگ-۲۹ و ۶ فروند سو-۲۷ است. واحدهای دیگری که اخیراً منحل شده‌اند، شامل هنگ جنگنده شصت و یکم در کاکایدی هستند که خود ادغام‌شده با هنگ جنگنده صد و پانزدهم قبلی بوده و همچنین هنگ جنگنده شصت و دوم در اندیجان. هنگ‌های مستقر در این دو پایگاه در سال ۱۹۹۹ منحل شدند. ۲۶ فروند سو-۱۷ که ظاهراً در شرایط بسیار بدی هستند، در چیرچیک ذخیره‌شده‌اند. (به گوگل ارث ۴۱°۳۰'۰۵٫۶۹"N ۶۹°۳۳'۴۴٫۹۰"E مراجعه کنید) 

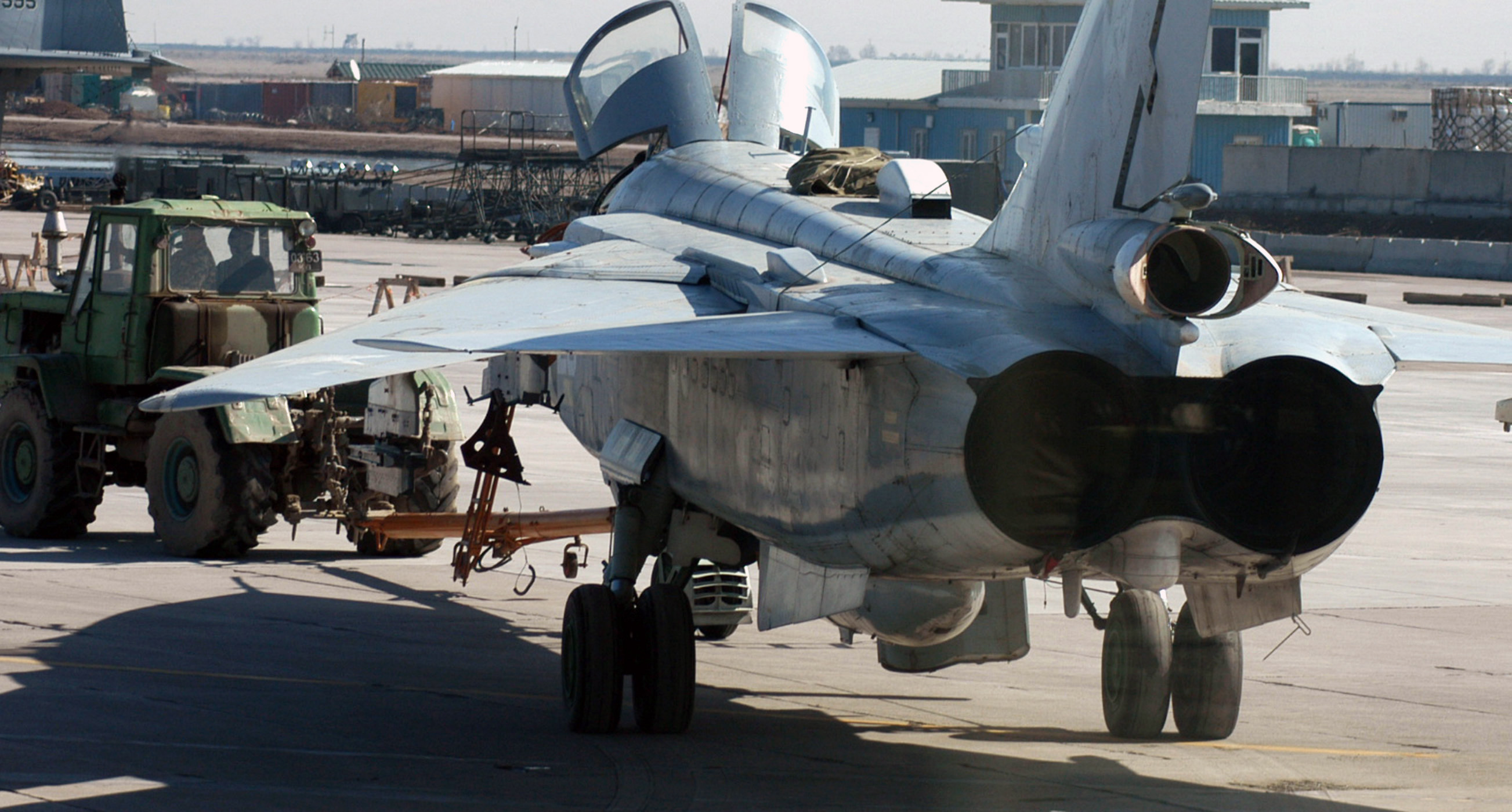
پرسنل نگهداری نیروی هوایی ازبکستان یک هواپیمای سوخو ۲۴ را در پایگاه هوایی کارشی‌خان‌آباد به حرکت درمی‌آورند.